# 6154 Stevesynnott
6154 Stevesynnott è un asteroide della fascia principale. Scoperto nel 1990, presenta un'orbita caratterizzata da un semiasse maggiore pari a 2,4239763 au e da un'eccentricità di 0,1806420, inclinata di 2,29865° rispetto all'eclittica.
L'asteroide è dedicato all'astronomo statunitense Stephen Synnott.